# Університет менеджменту освіти
Державний вищий навчальний заклад «Університет менеджменту освіти» НАПН України — науковий та методичний центр у галузі післядипломної освіти в Україні, що здійснює підвищення кваліфікації, підготовку й перепідготовку педагогічних і науково-педагогічних працівників, керівних кадрів освіти та працівників органів державної влади й місцевого самоврядування за галузями знань: «Освіта, Педагогіка», «Соціальні та поведінкові науки», «Управління та адміністрування».

## Історія
Заснований у 1952 році Міністерством освіти Української РСР як Центральний інститут підвищення кваліфікації керівних працівників народної освіти. Після ряду трансформацій структури закладу у 2007 році утворено ДВНЗ «Університет менеджменту освіти» АПН України, що став провідним у підготовці керівних кадрів освіти та у проведенні інноваційних досліджень у галузі післядипломної освіти та відкритої освіти.
Ректор Університету — Кириченко Микола Олексійович, доктор філософії, професор кафедри публічного адміністрування та менеджменту освіти, член-кореспондент Академії наук вищої освіти України.

## Структура Університету
- Аспірантура і докторантура
- Наукова бібліотека
- Відділ науково-методичного забезпечення та координації діяльності закладів ППО
- Відділ організації навчального процесу та моніторингу
- Відділ міжнародного співробітництва
- Відділ науково-організаційної роботи
- Редакційно-видавничий відділ
- Відділ роботи з персоналом
- Відділ ліцензування та акредитації
- Відділ організаційної роботи та діловодства

У структурі УМО є такі заклади:
- Центральний інститут післядипломної педагогічної освіти;
- Навчально-науковий інститут менеджменту та психології;
- Білоцерківський інститут неперервної професійної освіти),
- Навчально-методичний центр організації дистанційного навчання,

## Основні напрями діяльності
Університет менеджменту освіти — єдиний в Україні заклад вищої освіти, що функціонує у системі НАПН України, він провадить інноваційну освітню діяльність за усіма ступенями вищої освіти.
В Університеті здійснюється підготовка здобувачів вищої освіти та наукових кадрів у докторантурі й аспірантурі за спеціальностями: 011 — Освітні, педагогічні науки; 053 — Психологія; 074 — Публічне управління та адміністрування. Працює спеціалізована вчена рада із захисту дисертацій на здобуття наукового ступеня доктора наук і доктора філософії за спеціальністю 011 — освітні, педагогічні науки, спеціалізації — теорія і методика професійної освіти та теорія і методика управління освітою.
За ініціативи і керівної ролі Університету утворено Консорціум закладів післядипломної освіти, Український відкритий університет післядипломної освіти, Громадську спілку «Всеукраїнська академія інноваційного розвитку освіти» та Всеукраїнську школу новаторства керівних, науково-педагогічних і педагогічних працівників.
Університет менеджменту освіти є асоційованим членом Європейської асоціації освіти дорослих (EAEA).

## Наукові видання Інституту
Фахові періодичні видання
- міжнародний науковий журнал «ScienceRise» «Педагогічна освіта»
- збірник наукових праць «Вісник післядипломної освіти»
- електронне наукове фахове видання «Теорія та методика управління освітою»

Інші періодичні видання
- електронне науково-практичне видання «Науковий вісник УМО. Серія. Економіка та управління»
- електронне науково-практичне видання «Науковий вісник УМО. Серія. Педагогіка»
- журнал «Післядипломна освіта в Україні»